# ティナ・フェイ
ティナ・フェイ（Tina Fey, 本名: エリザベス・スタマティナ・フェイ（Elizabeth Stamatina Fey）, 1970年5月18日 - ）は、アメリカ合衆国の女優、脚本家。主にコメディ分野で活動している。
NBCの『サタデー・ナイト・ライブ』初の女性ヘッドライターとして有名であり、エミー賞5回を始め、数多くの賞を受賞している。2006年から2013年まで『サタデー・ナイト・ライブ』をモチーフにした同局の『30 ROCK/サーティー・ロック』で主演を務め、脚本や製作総指揮も担当している。

## 来歴

### 生い立ち
ペンシルベニア州アッパー・ダービー・タウンシップ出身。父親のドナルド・フェイはドイツおよびスコットランド系の大学の提案作家、母親のゼノヴィア・“ジーン”（旧姓クセナキス）はギリシャ系の仲買業の従業員。8歳上の兄ピーターがいる。5歳の頃に家に侵入した暴漢に顔を傷つけられたため、今もその傷が薄く残っている。バージニア大学で劇作と演劇を学んだ。

### キャリア
1997年より、『サタデー・ナイト・ライブ』に参加。1999年に女性初のヘッド・ライターとなり、2002年にエミー賞で脚本家チームの1人として脚本賞を受賞した。これは同番組にとっては13年ぶりの受賞であった。同年、NBCの75周年を祝した特別番組で脚本家の1人として参加している。
『ミーン・ガールズ』では自らで映画化権を獲得し脚本を執筆した。数学教師役で出演もしたこの作品は、旬のリンジー・ローハンを主演に迎えてBox Officeで1位を記録、入れ替わりの激しいサマーシーズンの映画興行で7週連続チャートインした。
2006年、『サタデー・ナイト・ライブ』を降板し、秋からの新番組『30 ROCK/サーティー・ロック』に出演する。製作・脚本も担当しているこの作品では主役のリズ・レモン役で出演。人気コメディ番組のヘッド・ライターという役柄から分かるとおり、自分自身をモデルにしている。番組は批評家から絶賛され、第59回プライムタイム・エミー賞のコメディ・シリーズ作品賞を受賞し、フェイも製作者の1人として授与された。フェイはコメディ・シリーズの主演女優賞と脚本賞でも候補になっている。翌年の第60回プライムタイム・エミー賞では、2年連続で作品賞受賞、フェイ個人としても主演女優賞と脚本賞を受賞して3つのトロフィーを得た。他にゲストホストとして出演した『サタデー・ナイト・ライブ』から個人パフォーマンス賞の候補にもなっており、全部で4部門で候補になっていた。
『タイム』が毎年行っている「世界で最も影響力のある100人」の2007年版に選ばれている。『ピープル』誌の「最も美しい100人」2008年版にも選ばれた。
2008年、同じく『サタデー・ナイト・ライブ』出身のエイミー・ポーラーと共演した『ベイビーママ』で映画初主演を務め、全米1位を獲得した。また、かねてから似ていると言われていた2008年米大統領選挙の共和党副大統領候補サラ・ペイリン氏の物真似を『サタデー・ナイト・ライブ』で披露し、本人からお墨付きを貰うほどの評判だった。
最近の映画出演は『The Office』のリッキー・ジャーヴェイスが監督・脚本・主演を務める『ウソから始まる恋と仕事の成功術（The Invention of Lying）』（当初のタイトルは『This Side of the Truth』だったが変更になった）が2009年10月に公開。スティーヴ・カレルと共演のコメディ『デート & ナイト』が2010年4月に公開されている。また、2010年11月全米公開のアニメ『メガマインド』にも声で出演している。
2009年4月、『パレード』誌が「セレブの年収」を発表し、2008年度の年収が460万ドル（日本円で約4億6,000万円）だったことがわかった。
2009年10月、経済誌『フォーブス』が「最も稼いでいる女性セレブ」のランキングを発表し、2008年の収入が700万ドル（日本円で約6億3,000万円）で8位にランクインした。

### 私生活
2001年6月3日に作曲家のジェフ・リッチモンドと結婚。2005年9月10日に長女（アリス・ゼノビア・リッチモンド）を、2011年8月10日に次女（ペネロペ・アテナ・リッチモンド）を出産した。

## フィルモグラフィー

### 映画
| 年   | 邦題/原題                                                                                         | 役名                   | 備考                              |
| ---- | ------------------------------------------------------------------------------------------------- | ---------------------- | --------------------------------- |
| 2004 | ミーン・ガールズ Mean Girls                                                                       | ミス・ノーブリー       | 兼脚本                            |
| 2006 | ロビン・ウィリアムズのもしも私が大統領だったら… Man of the Year                                   | 本人役                 |                                   |
| 2008 | ベイビーママ Baby Mama                                                                            | ケイト・ホルブルック   | 主演                              |
| 2008 | 崖の上のポニョ                                                                                    | リサ                   | 声の出演（英語版）                |
| 2009 | ウソから始まる恋と仕事の成功術 The Invention of Lying                                             | シェリー               |                                   |
| 2010 | デート & ナイト Date Night                                                                        | クレア・フォスター     | 主演                              |
| 2010 | メガマインド Megamind                                                                             | ロクサヌ・リッチ       |                                   |
| 2013 | アドミッション -親たちの入学試験- Admission                                                       | ポーティア・ネイサン   | 主演                              |
| 2013 | 俺たちニュースキャスター 史上最低!?の視聴率バトルinニューヨーク Anchorman 2: The Legend Continues | アンカー               | カメオ出演                        |
| 2014 | ザ・マペッツ2/ワールド・ツアー Muppets Most Wanted                                                | ナディア               |                                   |
| 2014 | あなたを見送る7日間 This Is Where I Leave You                                                     | ウェンディ・アルトマン |                                   |
| 2015 | ディズニーネイチャー サルの王国とその掟 Monkey Kingdom                                            | ナレーター             | 声の出演                          |
| 2015 | シスターズ Sisters                                                                                | ケイト・エリス         | 兼制作                            |
| 2016 | アメリカン・レポーター Whiskey Tango Foxtrot                                                      | キム・ベイカー         | 主演兼製作 日本劇場未公開         |
| 2019 | ワイン・カントリー Wine Country                                                                   | タミー                 |                                   |
| 2020 | ソウルフル・ワールド Soul                                                                         | 22番                   | 声の出演 兼脚本                   |
| 2021 | フリー・ガイ Free Guy                                                                             | キースの母             | 声の出演（カメオ出演）            |
| 2023 | 名探偵ポアロ:ベネチアの亡霊 A Haunting in Venice                                                  | アリアドニ・オリヴァ   |                                   |
| 2024 | Mean Girls: The Musical                                                                           | Ms. Sharon Norbury     | 兼脚本・製作 ポストプロダクション |

### テレビ
| 年                    | 邦題/原題                                                      | 役名                   | 備考                                    |
| --------------------- | -------------------------------------------------------------- | ---------------------- | --------------------------------------- |
| 1998-2006             | サタデー・ナイト・ライブ Saturday Night Live                   | 複数の役               | 計178話出演 脚本                        |
| 2006-2013             | 30 ROCK/サーティー・ロック 30 Rock                             | リズ・レモン           | 主演 計138話出演 原案, 脚本, 製作総指揮 |
| 2008, 2010 2011, 2013 | サタデー・ナイト・ライブ Saturday Night Live                   | 本人                   | ゲスト司会                              |
| 2009                  | スポンジ・ボブ SpongeBob SquarePants                           | 本人                   | 計1話声の出演                           |
| 2011                  | フィニアスとファーブ Phineas and Ferb                          | アナベル               | 計1話声の出演                           |
| 2012                  | ICarly iCarly                                                  | 本人役                 | 計1話出演                               |
| 2013                  | 第70回ゴールデングローブ賞 70th Golden Globe Awards            | 本人                   | 司会                                    |
| 2013                  | ザ・シンプソンズ The Simpsons                                  | ミセス・キャントウェル | 声の出演 1エピソード                    |
| 2014                  | 第71回ゴールデングローブ賞 71st Golden Globe Awards            | 本人                   | 司会                                    |
| 2015                  | 第72回ゴールデングローブ賞 72nd Golden Globe Awards            | 本人                   | 司会                                    |
| 2015-2019             | アンブレイカブル・キミー・シュミット Unbreakable Kimmy Scmidit | マルシア、アンドレア   | リカーリングキャスト 脚本、製作総指揮   |
| 2019                  | モダン・ラブ 〜今日もNYの街角で〜 Modern Love                  | サラ                   | アンソロジーシリーズ                    |